# Блейн (Міннесота)
Блейн (англ. Blaine) — місто (англ. city) в США, в округах Анока і Ремсі штату Міннесота. Населення — 70 222 особи (2020).

## Географія
Блейн розташований за координатами 45°10′14″ пн. ш. 93°12′22″ зх. д. / 45.17056° пн. ш. 93.20611° зх. д. (45.170497, -93.206071).  За даними Бюро перепису населення США в 2010 році місто мало площу 88,19 км², з яких 87,66 км² — суходіл та 0,52 км² — водойми.

## Демографія
Згідно з переписом 2010 року, у місті мешкало 57 186 осіб у 21 077 домогосподарствах у складі 15 423 родин. Густота населення становила 648 осіб/км².  Було 21921 помешкання (249/км²).
Расовий склад населення:
| - 84,0 % — білих - 7,8 % — азіатів - 3,7 % — чорних або афроамериканців - 0,5 % — корінних американців - 1,2 % — осіб інших рас |

До двох чи більше рас належало 2,7 %. Частка іспаномовних становила 3,2 % від усіх жителів.
За віковим діапазоном населення розподілялося таким чином: 26,5 % — особи молодші 18 років, 65,0 % — особи у віці 18—64 років, 8,5 % — особи у віці 65 років та старші. Медіана віку мешканця становила 35,6 року. На 100 осіб жіночої статі у місті припадало 96,3 чоловіків;  на 100 жінок у віці від 18 років та старших — 94,5 чоловіків також старших 18 років.
Середній дохід на одне домашнє господарство  становив 89 835 доларів США (медіана — 76 027), а середній дохід на одну сім'ю — 101 084 долари (медіана — 86 915). Медіана доходів становила 57 670 доларів для чоловіків та 47 231 долар для жінок. За межею бідності перебувало 5,8 % осіб, у тому числі 7,4 % дітей у віці до 18 років та 6,1 % осіб у віці 65 років та старших.
Цивільне працевлаштоване населення становило 32 731 осіб. Основні галузі зайнятості: освіта, охорона здоров'я та соціальна допомога — 22,9 %, виробництво — 16,6 %, роздрібна торгівля — 12,3 %, науковці, спеціалісти, менеджери — 10,3 %.